# Kurbanefendili
Kurbanefendili är en ort i Azerbajdzjan.   Den ligger i distriktet İsmayıllı Rayonu, i den centrala delen av landet, 160 km väster om huvudstaden Baku. Kurbanefendili ligger 687 meter över havet och antalet invånare är 1 041.
Terrängen runt Kurbanefendili är varierad. Närmaste större samhälle är İsmayıllı, 10,8 km söder om Kurbanefendili. 
I omgivningarna runt Kurbanefendili växer i huvudsak lövfällande lövskog. Runt Kurbanefendili är det ganska glesbefolkat, med 34 invånare per kvadratkilometer.